# Гарлоутон (Монтана)
Гарлоутон (англ. Harlowton) — місто (англ. city) в США, в окрузі Вітленд штату Монтана. Населення — 955 осіб (2020).

## Географія
Гарлоутон розташований за координатами 46°26′13″ пн. ш. 109°50′4″ зх. д. / 46.43694° пн. ш. 109.83444° зх. д. (46.436825, -109.834543).  За даними Бюро перепису населення США в 2010 році місто мало площу 1,51 км², уся площа — суходіл. В 2017 році площа становила 1,62 км², уся площа — суходіл.

### Клімат
| Клімат : Гарлоутон    | Клімат : Гарлоутон | Клімат : Гарлоутон | Клімат : Гарлоутон | Клімат : Гарлоутон | Клімат : Гарлоутон | Клімат : Гарлоутон | Клімат : Гарлоутон | Клімат : Гарлоутон | Клімат : Гарлоутон | Клімат : Гарлоутон | Клімат : Гарлоутон | Клімат : Гарлоутон | Клімат : Гарлоутон |
| Показник              | Січ.               | Лют.               | Бер.               | Квіт.              | Трав.              | Черв.              | Лип.               | Серп.              | Вер.               | Жовт.              | Лист.              | Груд.              | Рік                |
| Середній максимум, °C | 3,2                | 5,1                | 9,4                | 14,1               | 19,4               | 24,0               | 29,1               | 28,9               | 22,8               | 15,5               | 7,3                | 2,6                | 15,1               |
| Середній мінімум, °C  | −9,6               | −8,8               | −5,7               | −1,7               | 2,8                | 7,2                | 9,8                | 8,9                | 4,3                | −0,9               | −5,8               | −9,7               | −0,8               |
| Норма опадів, мм      | 8                  | 9                  | 17                 | 38                 | 57                 | 71                 | 43                 | 36                 | 25                 | 19                 | 12                 | 10                 | 344                |
| --------------------- | ------------------ | ------------------ | ------------------ | ------------------ | ------------------ | ------------------ | ------------------ | ------------------ | ------------------ | ------------------ | ------------------ | ------------------ | ------------------ |
| Джерело: NOAA         |                    |                    |                    |                    |                    |                    |                    |                    |                    |                    |                    |                    |                    |

## Демографія
Згідно з переписом 2010 року, у місті мешкало 997 осіб у 478 домогосподарствах у складі 267 родин. Густота населення становила 662 особи/км².  Було 585 помешкань (388/км²).
Расовий склад населення:
| - 95,4 % — білих - 0,7 % — корінних американців - 0,2 % — азіатів |

До двох чи більше рас належало 3,2 %. Частка іспаномовних становила 1,9 % від усіх жителів.
За віковим діапазоном населення розподілялося таким чином: 19,3 % — особи молодші 18 років, 54,6 % — особи у віці 18—64 років, 26,1 % — особи у віці 65 років та старші. Медіана віку мешканця становила 49,8 року. На 100 осіб жіночої статі у місті припадало 94,3 чоловіків;  на 100 жінок у віці від 18 років та старших — 93,5 чоловіків також старших 18 років.
Середній дохід на одне домашнє господарство  становив 38 787 доларів США (медіана — 29 813), а середній дохід на одну сім'ю — 50 635 доларів (медіана — 37 188). Медіана доходів становила 46 786 доларів для чоловіків та 27 457 доларів для жінок. За межею бідності перебувало 16,4 % осіб, у тому числі 39,8 % дітей у віці до 18 років та 13,3 % осіб у віці 65 років та старших.
Цивільне працевлаштоване населення становило 372 особи. Основні галузі зайнятості: будівництво — 20,7 %, освіта, охорона здоров'я та соціальна допомога — 18,0 %, мистецтво, розваги та відпочинок — 11,3 %, роздрібна торгівля — 9,4 %.